# John Law

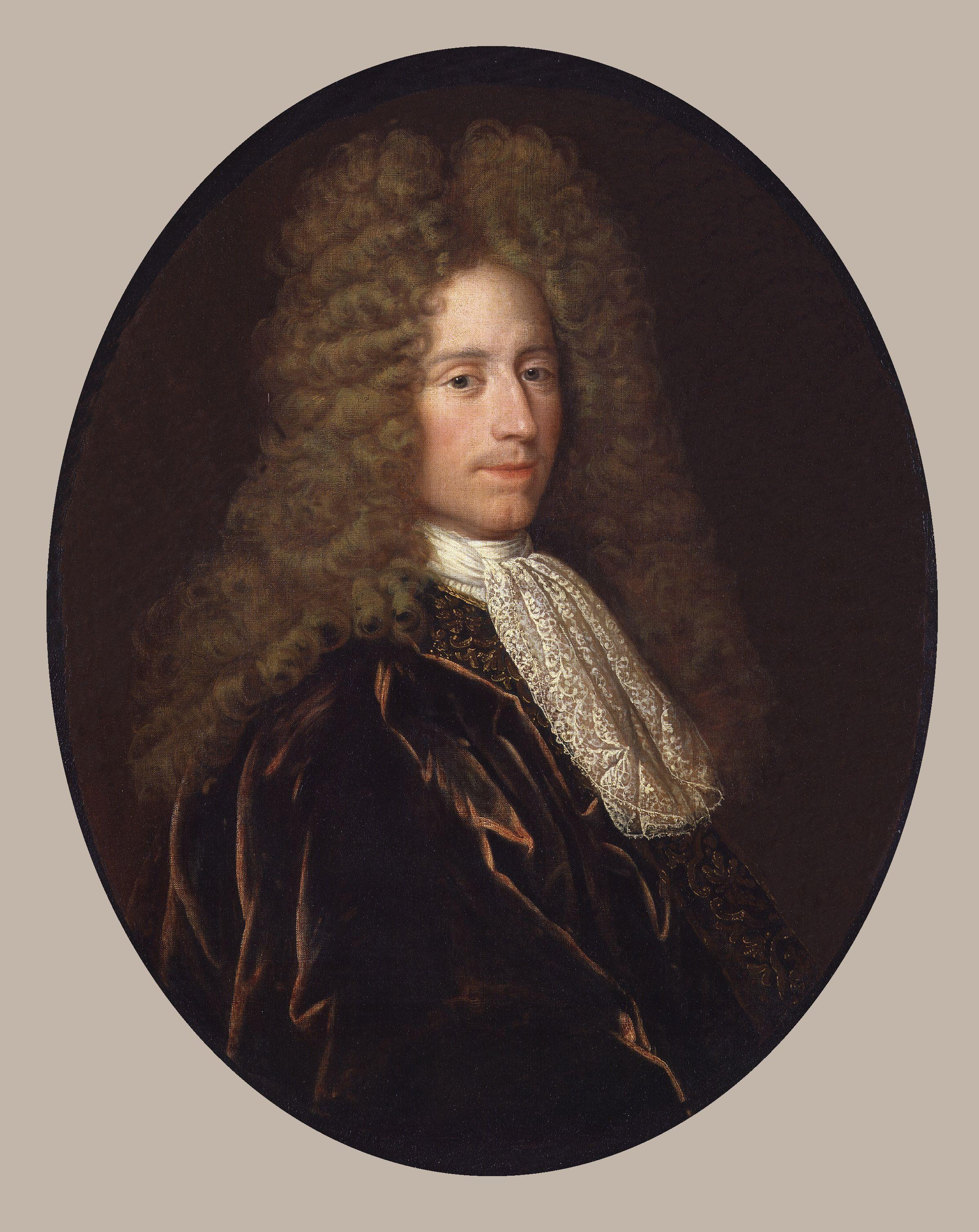
John Law als Direktor der Banque Royale, gemalt von Alexis Simon Belle.
John Laws Unterschrift:

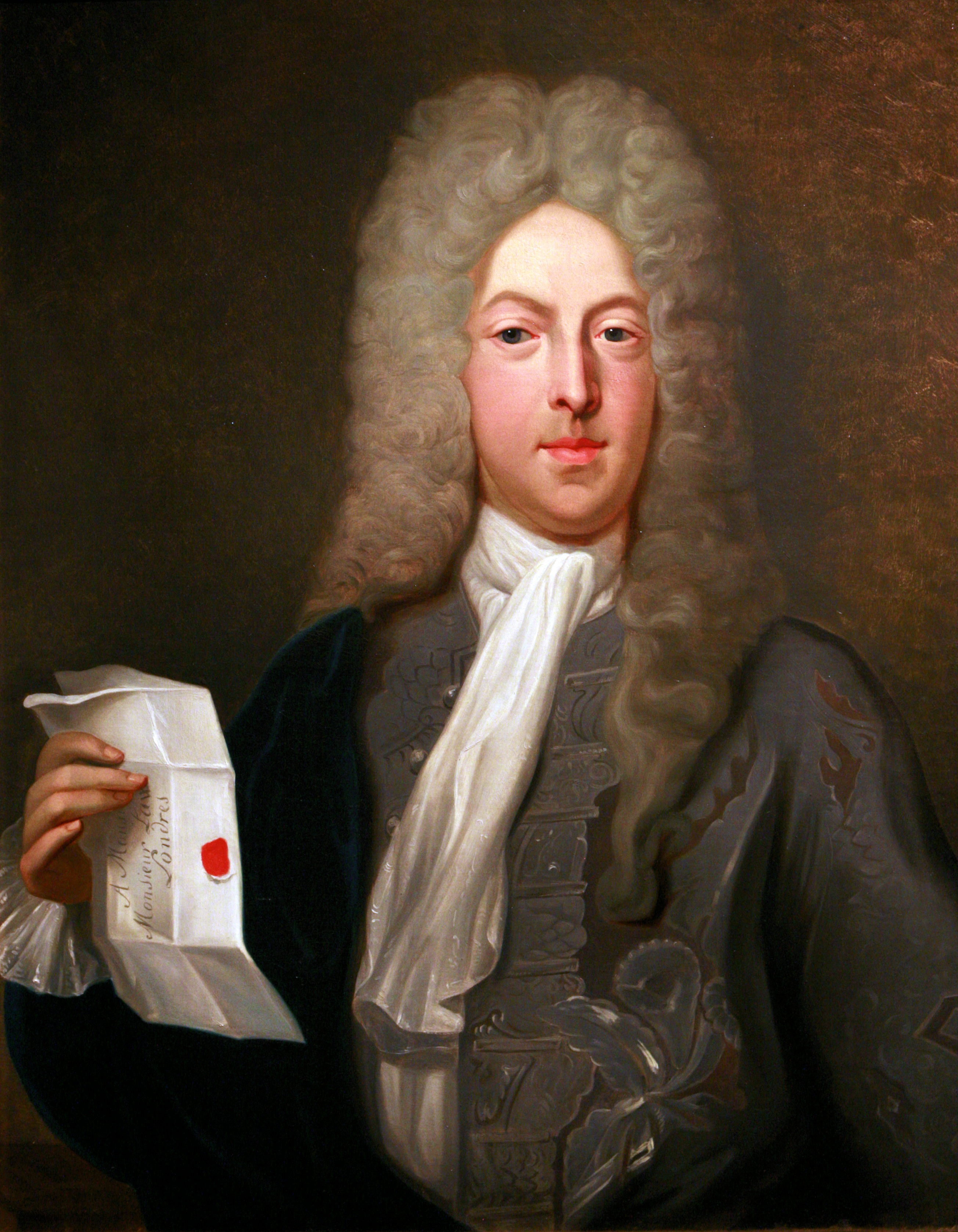
John Law, gemalt von Casimir Balthazar

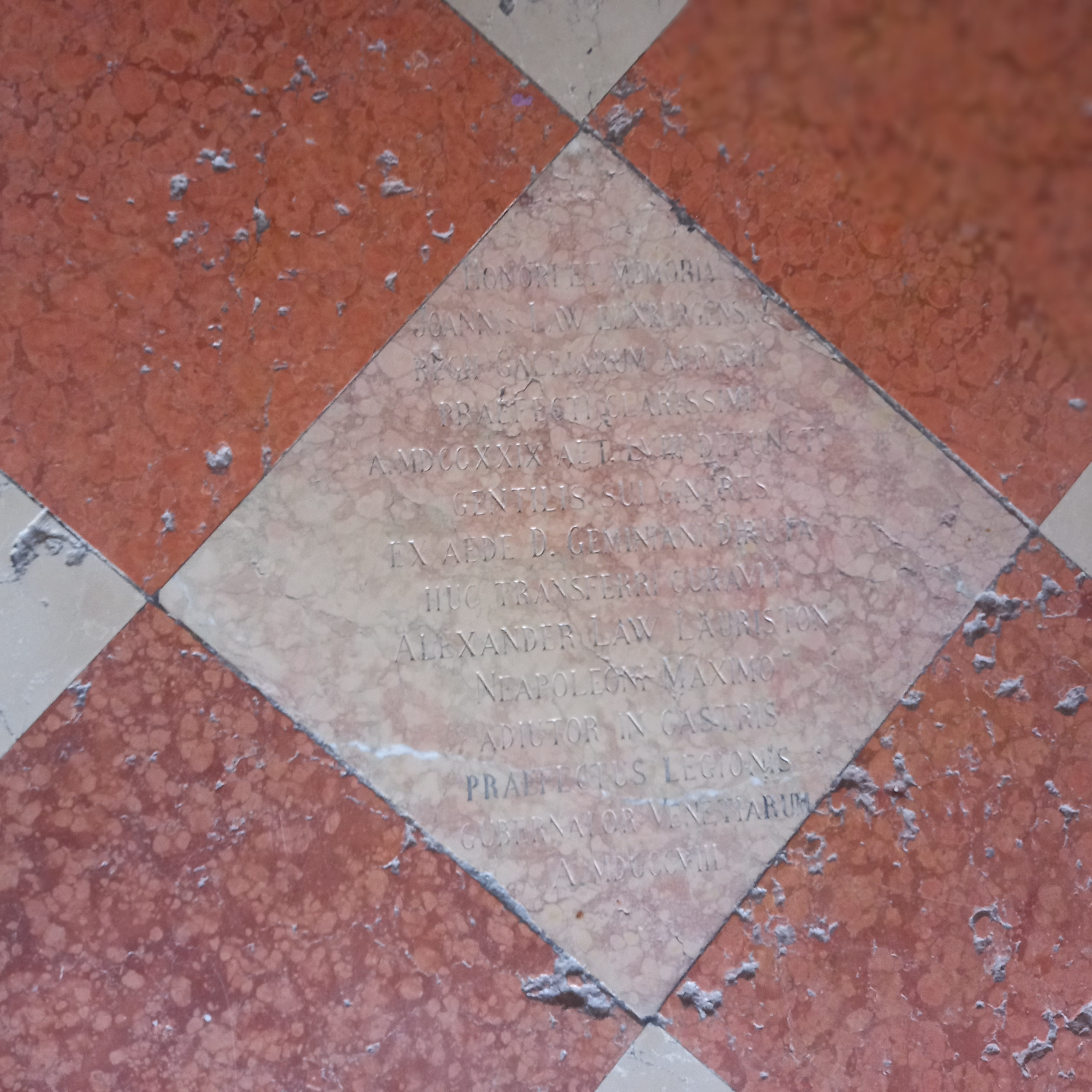
Das Grab von John Law in der Kirche San Moisè in Venedig

John Law of Lauriston oder französisch John Law de Lauriston (* 16. April 1671 in Edinburgh; † 21. März 1729 in Venedig) war ein schottischer Nationalökonom und Bankier.

## Leben
John Law war das fünfte von zwölf Kindern des Innungsmeisters der Goldschmiede von Edinburgh und Geldverleihers William Law (ca. 1630–1688) und dessen Ehefrau Jeanne Campbell (* ca. 1645). Er hatte einen jüngeren Bruder, William Law de Lauriston (1675–1752). Nach Schulbesuch in seiner Heimatstadt und einem Internat ging er – bald nach dem frühen Tod des Vaters (1688) – nach London. Dort betätigte er sich als professioneller Glücksspieler. Als brillanter Kopfrechner entwickelte er die Fähigkeit, Gewinnchancen mit verblüffender Geschwindigkeit zu kalkulieren, wozu er auch die Werke der Mathematiker Antoine Arnauld und Jakob I. Bernoulli heranzog.
1694 wurde er wegen eines Duells mit tödlichem Ausgang zum Tod verurteilt und flüchtete während der Berufungsverhandlung auf den Kontinent in die Republik der Vereinigten Niederlande. In den folgenden Jahren beschäftigte Law sich intensiv mit dem Finanzsystem der Bank von Amsterdam und lernte den britischen Thronprätendenten James III. kennen. In Paris wurde Madame Katherine Seigneur, geb. Knowles, (1669–1747) seine Geliebte; mit ihr floh er nach Venedig. Nach einem Jahrzehnt im Exil war er zurück im noch unabhängigen Schottland, um es vergeblich vor der Finanzkatastrophe aus dem Darién-Projekt zu bewahren. Sein Plan zu einer Reform der Finanzverfassung wurde abgelehnt; als die Vereinigung der Parlamente Englands und Schottlands drohte, ging Law, der in England weiterhin als flüchtiger Verbrecher galt, wieder auf den Kontinent.
Durch Glücksspiel erwarb er in Paris ein Vermögen und wurde 1707 ein Freund Philipps von Orléans, des späteren Regenten Frankreichs (ab 1715). Im Jahre 1715 wurde er zum Chef der Banque Générale in Paris ernannt. 1717 wurde das Todesurteil durch eine Begnadigung des englischen Königs aufgehoben. Ende 1719 konvertierte er zum katholischen Glauben. Im selben Jahr erwarb er das Schloss Guermantes. Anfang 1720 berief ihn Philipp von Orléans als Regent des minderjährigen Königs Ludwig XV. zum obersten Finanzkontrolleur (Contrôleur général des finances), dem höchsten Amt im Staat nach dem König. Seitdem konnte er in Paris seine geldpolitischen Ideen in die Praxis umsetzen, was in der Mississippi-Blase resultierte. Als einer der Hauptaktionäre der von ihm kontrollierten Gesellschaften wurde er nicht nur schwerreich, sondern auch der Star von Paris. In finanzieller Hinsicht war er damit der Herrscher Frankreichs und gleichzeitig – als Direktor der Mississippi-Kompanie – eines Drittels des nordamerikanischen Kontinents. Als Direktor dieser Mississippi-Kompanie fusionierte John Law die Französische Ostindienkompanie mit der Französischen Westindienkompanie und bündelte so alle außereuropäischen Handelsmonopole Frankreichs in einem Konglomerat, Fondateur de la Compagnie des Indes (1719). Um seine gesellschaftliche Anerkennung zu stützen, gab er Unsummen für karitative Zwecke aus (so berichten übereinstimmend Liselotte von der Pfalz und Daniel Defoe).
Jedoch war das Ergebnis seiner Aktivitäten als Bankier und Finanzier des Staates eine geldpolitische Katastrophe. Als Law im Frühjahr 1720 Anlass hatte, an der Unterstützung durch den Regenten zu zweifeln, erlitt er einen Nervenzusammenbruch. Die Kinder wurden auf das Land gebracht, Katherine harrte bei ihm aus. Im Dezember 1720 flüchtete er über Brüssel nach Venedig; sein Vermögen war zunächst blockiert, dann übereignete er es als Schadenersatz der Kompanie. Im Herbst 1721 reiste er nach London – allein, denn Katherine und die Kinder durften Paris weiterhin nicht verlassen. Nach einer Episode als Geheimagent Englands in Aachen und München wandte er sich 1726 wieder nach Venedig, wo er sich als Gemäldehändler betätigte. Dort verstarb er 1729 an den Folgen einer Lungenentzündung. Law wurde in der ehemaligen Kirche San Geminiano bestattet, sein Grabmal befindet sich heute in der Kirche San Moisè.

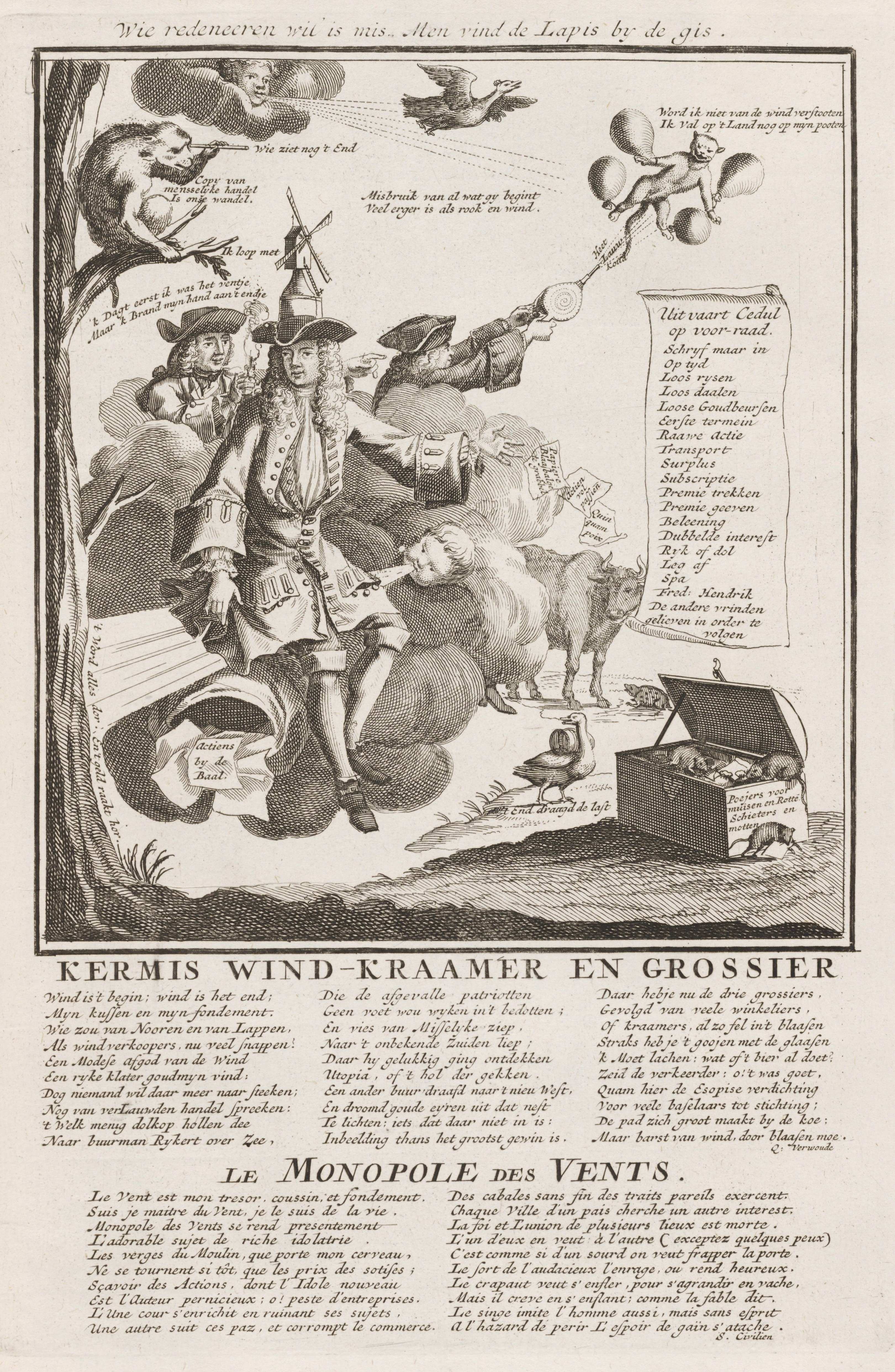
Zeitgenössische politische Karikatur Het Groote Tafereel der Dwaasheid (1720)

Den Rest seines Vermögens (gesammelte Gemälde) erbten Katherine (mit der er nie verheiratet gewesen war) und die gemeinsamen Kinder.
Am 4. Dezember 1719 wurde er Ehrenmitglied der Académie des sciences in Paris.

## Würdigung
Zu behaupten, John Law habe das europäische Papiergeld erfunden, wäre unrichtig. Bereits von 1609 an hatte die Bank von Amsterdam Banknoten ausgegeben, wobei jahrzehntelang sorgfältig auf jederzeit ausreichende Deckung durch Münzen geachtet wurde. 1661 waren in Stockholm von einer privaten Notenbank Banknoten emittiert worden – hier jedoch mangels Vertrauens mit mäßigem Erfolg.

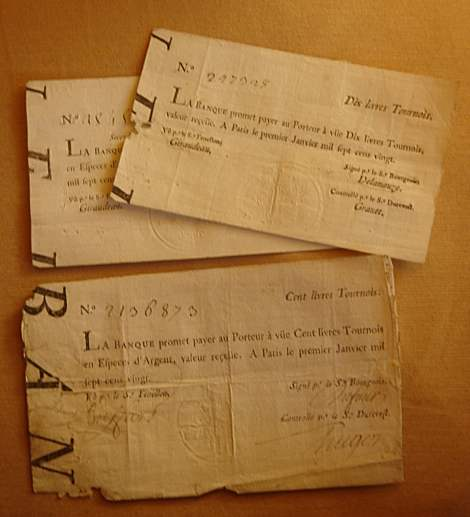
Billets der Banque royale aus der Zeit von John Law, um 1720

Das entscheidend Neue an Laws Vorgehen war, nicht nur Edelmetalle, sondern auch Grundvermögen – mit dessen in der Zukunft liegenden Ertragsaussichten – zur Deckung des Notenumlaufs heranzuziehen. Law strebte an, mittels so geschaffenen Papiergelds Deflation zu verhindern und Handel und Gewerbe mit hinreichend Liquidität zu versorgen – ein erst im 20. Jahrhundert als geeignet anerkanntes Konzept. Nach dem Platzen der Spekulationsblase 1720 waren jedoch seine Ideen für die darauffolgenden Generationen seriöser Geldpolitiker zunächst tabu. Karl Marx bezeichnete Law später als „eine Mischung aus einem Schwindler und einem Propheten.“
Bemerkenswert ist auch der sozialpolitisch revolutionär wirkende Versuch, zahllose Verbrauchsteuern durch eine einkommensabhängige Steuer zu ersetzen. Im feudal geprägten Frankreich seiner Zeit konnte diese Maßnahme keinen Bestand haben, denn sie hätte den Kleinverdiener entlastet und einflussreiche Großverdiener belastet. Ein weiterer Aspekt seiner wirtschaftspolitischen Maßnahmen war der Versuch, sämtliche gewerblichen Monopole, die Notenemission und die Steuereintreibung aus privater Hand in staatliche Regie zu überführen. Damit, so hoffte er, könne die öffentliche Hand ausreichend Gewinn machen und ihre Verbindlichkeiten ablösen.
John Law war mit den führenden Wirtschaftspolitikern seiner Zeit einig, dass reichlicher und zügiger Geldumlauf für die Volkswirtschaft förderlich sei. Die inflationären Gefahren einer solchen Politik verlor man gerne aus den Augen. Law – als Sohn eines Geldverleihers – war sich dieser Gefahren wohl bewusst. Er konnte sich jedoch von 1719 an gegen einflussreiche Entscheidungsträger in Paris nicht mehr durchsetzen. Deren ungehemmte Ausweitung bei der Herausgabe von Papierbanknoten- und Aktienemission heizte die Spekulationsblase noch an, die in die Katastrophe führen sollte und 1720 mit einem gewaltigen Krach endeten.

## Literarische Rezeption
John Law ist die Hauptfigur in Claude Cuenis Roman Das grosse Spiel.

## Werke

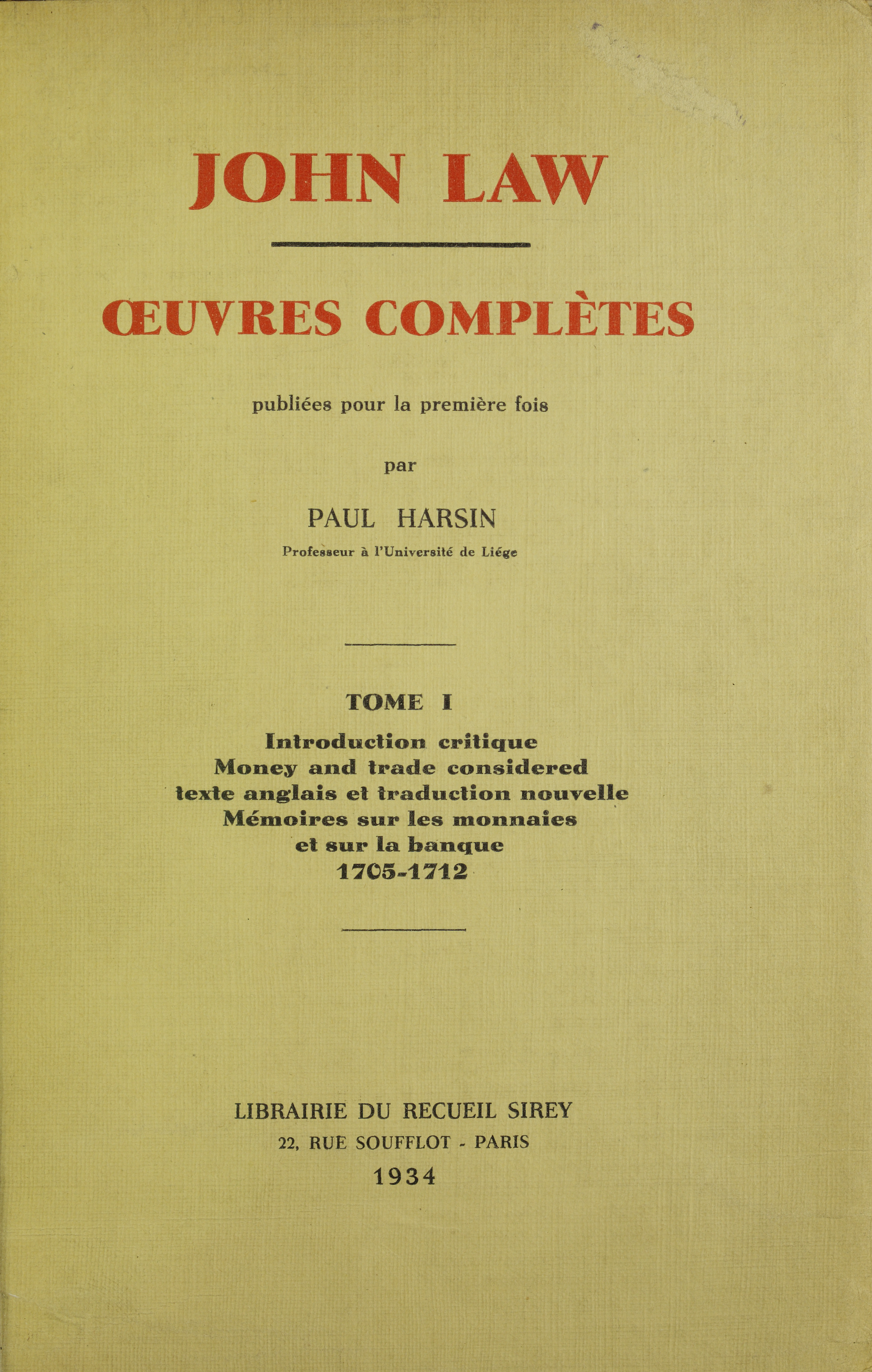
Money and trade considered, with a proposal for supplying the Nation with money, 1934

- Money and Trade Considered – With a Proposal for Supplying the Nation with Money, 1705 socserv2.mcmaster.ca

### Wissenschaft
- Michael Kwass: Privilege and the politics of taxation in eighteenth-century France: Liberté, Egalité, Fiscalité. Cambridge 2000.
- Antoin E. Murphy: John Law. Ökonom und Visionär. Düsseldorf 2002.
- Michael Sonenscher: Before the Deluge. Public Debt Inequality and the intellectual Origins of the French Revolution. Princeton 2007–
- Herbert Lüthy: La Banque Protestante en France de la Révocation de l'Édit de Nantes à la Révolution 1685–1794. Paris 1959/1961–
- Lawrence Montague Lande: John Law, the French Régime and the Beginnings of Exploration, Trade and Paper Money in North America: a Third Bibliography. Lawrence Lande Foundation for Canadian Historical Research, Montreal 1985.
- Karl Walker: Das Geld in der Geschichte. Kapitel.
- Wolfgang Uchatius: Jetzt werden alle reich. In: Die Zeit, Nr. 14/2010.
- Friedrun Quaas: John Law (1671–1729), Pionier der Geldtheorie, Metropolis-Verlag, Marburg 2023.

### Belletristik
- Micaela Jary: Die Pastellkönigin. Historischer Roman. Droemer, München 2005 u. ö. ISBN 3-426-19670-0; Über Rosalba Carriera und ihre Bezüge zu Law und Antoine Watteau.
- Janet Gleeson: Der Mann, der das Geld erfand. Kremayr & Scheriau, Wien 2001, ISBN 3-218-00691-0.
- Claude Cueni: Das Grosse Spiel. Heyne, München 2006, ISBN 3-453-26529-7.
- Ernst Samhaber: Der Magier des Kredits. Glück und Unglück des John Law of Lauriston. F. Bruckmann, München, 1941.